# 峨眉雀梅藤
峨眉雀梅藤（学名：Sageretia omeiensis）为鼠李科雀梅藤属下的一个种。

## 扩展阅读
- 維基物種上的相關：峨眉雀梅藤